# Katastrofa lotnicza w Massamba
Katastrofa lotnicza w Massamba – wydarzyła się 29 kwietnia 2009 w Demokratycznej Republice Konga. Boeing 737 rozbił się w chwilę po starcie z lotniska w Brazzaville. Zginęło 7 osób.

## Samolot
Boeing 737 (TL-ADM) należał do siedmiu linii lotniczych. Należał do linii: Pacific Airlines International (10.04.1981-26.04.1987), Canadian Airlines International (26.04.1987-05.04.2001), Air Canada (05.04.2001-3.09.2003), WFBN (03.09.2003-30.09.2003), Eagle Aviation (30.09.2003-21.12.2005), Bako Air (21.12.2005-13.03.2006), Trans Air Congo (13.03.2006). Został dostarczony 3 kwietnia 1981. Posiadał dwa silniki Pratt & Whitney JT8D-9A(HK3).

## Przebieg lotu
Samolot leciał z Bangi do Harare, z międzylądowaniem w Brazzaville. W Harare, miał być poddany konserwacji. Samolot wystartował z Brazzaville. Po kilku minutach lotu, samolot uderzył w ziemię. Zginęło 7 osób. Samolot spadł w Massamba, w prowincji Bandundu. Przyczyny są nieznane. Nie wiadomo kto był właścicielem samolotu. Według niektórych źródeł rozbity samolot to Boeing 737 należący do Centrafrique.

## Narodowości ofiar katastrofy
| Kraj                         | Pasażerowie | Załoga | Razem |
| ---------------------------- | ----------- | ------ | ----- |
| Kamerun                      | 2           | –      | 2     |
| Kongo                        | 2           | –      | 2     |
| Francja                      | 1           | –      | 1     |
| Republika Środkowoafrykańska | –           | 1      | 1     |
| Zimbabwe                     | –           | 1      | 1     |
| Razem                        | 5           | 2      | 7     |